# Podlasie (Srokowo)
Podlasie (deutsch Louisenhof) ist ein kleiner Ort in der polnischen Woiwodschaft Ermland-Masuren und gehört zur Gmina Srokowo (Landgemeinde Drengfurth) im Powiat Kętrzyński (Kreis Rastenburg).

## Geographische Lage
Podlasie liegt in der nördlichen Mitte der Woiwodschaft Ermland-Masuren, 15 Kilometer nordöstlich der Kreisstadt Kętrzyn (deutsch Rastenburg).

## Geschichte
Louisenhof wurde als kleiner Hof am 30. März 1821 gegründet. 1874 wurde der Ort in den neu errichteten Amtsbezirk Salzbach (polnisch Solanka) im ostpreußischen Kreis Rastenburg eingegliedert  und noch vor 1905 in die Landgemeinde Adlig Schülzen B (polnisch Silec) eingegliedert.
Bis 1904 gehörte Louisenhof zum Standesamt Fürstenau (polnisch Leśniewo), danach zum Standesamt Drengfurth (Srokowo). 1885 zählte Louisenhof 24, 1905 noch 13 Einwohner.
1945 wurde  in Kriegsfolge das ganze südliche Ostpreußen – und mit ihm auch Louisenhof – an Polen überstellt. Louisenhof trägt seither die polnische Namensform „Podlasie“. Heute ist der kleine Ort „część wsi Silec“ (deutsch „ein Teil des Dorfes Silec“) innerhalb der Landgemeinde Srokowo (Drengfurth) im Powiat Kętrzyński (Kreis Rastenburg), bis 1998 der Woiwodschaft Olsztyn, seither der Woiwodschaft Ermland-Masuren zugeordnet.

## Kirche
Bis 1945 war Louisenhof in die evangelische Pfarrkirche Drengfurth in der Kirchenprovinz Ostpreußen der Kirche der Altpreußischen Union sowie in die katholische St.-Katharinen-Kirche Rastenburg mit der Filialkapelle Drengfurth im damaligen Bistum Ermland eingepfarrt.
Heute gehört Podlasie zur katholischen Pfarrei Srokowo im jetzigen Erzbistum Ermland, außerdem zur evangelischen Kirche Srokowo, einer Filialkirche der Johanneskirche Kętrzyn in der Diözese Masuren der Evangelisch-Augsburgischen Kirche in Polen.

## Verkehr
Podlasie liegt östlich der Woiwodschaftsstraße 650 und ist von ihr über Lesieniec (Waldenthal) bzw. Solanka (Salzbach) erreichbar. Eine Anbindung an den Bahnverkehr gibt es nicht.